# Elena Tonetta
Elena Tonetta (Rovereto, 8 giugno 1988) è un'arciera italiana.
5º posto a squadre e 37º posto individuale ai Giochi Olimpici di Pechino (Beijing 2008 - Cina).

## Biografia
Si avvicinò al tiro con l'arco all'età di 10 anni non per scelta ma perché in famiglia (fratello e papà) già praticavano da qualche anno questo sport. Dopo sole due settimane dall'aver iniziato a familiarizzare con un arco, arrivò seconda ai Giochi della Gioventù regionali del 1998 e poté quindi partecipare alla fase nazionale.
Nel 2000, a soli 12 anni (ancora formalmente in categoria "Giovanissima"), vinse con la squadra Juniores i Campionati Italiani Indoor a Pesaro. 
Nel 2002 passò le gare di qualificazione per la squadra della Nazionale Italiana giovanile che la vide ben presto protagonista sui campi internazionali.
Nel 2003 (a soli 15 anni) passò la selezione per la Nazionale Italiana senior.
Nel 2005 conquista la prima grande vittoria individuale all’European Gran Prix di Sopot, vince anche la tappa successiva a Sofia e si aggiudica il titolo del circuito. In quell’anno vince anche la medaglia d’oro a squadre ai Giochi del Mediterraneo di Almeria.
Nel 2006 si qualifica per la Finale di Coppa del Mondo dove ottiene un bronzo individuale. 
Nel 2007 ai mondiali di Lipsia ottiene il pass olimpico che le permette l’anno successivo di poter volare verso Pechino per i giochi olimpici. 
Nel 2008 entra a far parte del gruppo sportivo dell’Aeronautica militare.
Tanti titoli e successi anche negli anni seguenti ma nel 2015 arriva un'altra importante medaglia! L’oro a squadre ai Giochi Europei di Baku. 
Nel luglio del 2017 diventa mamma della piccola Giulia e l’anno successivo torna a gareggiare tornando nel 2019 a vincere medaglie in Coppa del Mondo e nell'European Gran Prix.
Nel maggio del 2020 festeggerà i suoi 18 anni consecutivi di appartenenza alla Nazionale italiana di tiro con l’arco. 

## Carriera

### 1998 (giovanissima)
- dopo 2 settimane dal giorno in cui prese in mano l’arco, partecipò ai giochi della gioventù regionali, ottenendo un 2º posto che le permise di partecipare alle fasi nazionali a Pescasseroli, nel mese di luglio.

### 1999 (giovanissima)
- 1º posto a squadre (allieve) ai Campionati Italiani Indoor di Ivrea 
- 1º posto a squadra (allieve) ai Campionati Italiani Targa di Livorno

### 2000 (giovanissima)
- 1º posto a squadra (junior) ai Campionati Italiani Indoor di Pesaro 
- 3º posto individuale (ragazze) ai Campionati Italiani Hunter Field di Boario Terme

### 2001 (ragazza)
- 1º posto a squadre assoluto ai Campionati Italiani Indoor di Marina di Carrara
- 2º posto individuale ai Campionati Italiani Hunter Field di Gorizia
- 1º posto individuale ai Campionati Italiano Targa di Grosseto

### 2002 (ragazza)
- 1º posto individuale ai Campionati Italiani Indoor di Caorle
- 1º posto individuale ai Campionati Italiani Hunter Field di Abetone
- 1º posto individuale ai Campionati Italiani Targa di Basiglio, Milano 3
-  entra a far parte della nazionale giovanile 
-  3º posto a squadre, 4º posto individuale alla Junior Cup di Atene (Grecia) 
-  1º posto a squadre, 3º posto individuale (nella gara di qualifica) alla Junior Cup di Cles 
-  2º posto individuale nel circuito di Coppa Europa giovanile
- 1º posto a squadra ai Campionati Mondiali Targa giovanili di Nymburk (Rep. Ceca) 

### 2003 (allieva)
- 1º posto individuale, 3º posto individuale assoluto, 1º posto a squadre assoluto ai Campionati Italiani Indoor di Brescia
- 2º posto individuale (junior) ai Campionati Mondiali di Nimes (Francia)
- entra a far parte della squadra nazionale senior
- 1º posto a squadra, 3º posto individuale, 2º posto individuale (nella gara di qualifica), 3º posto a squadre (nella gara di qualifica) alla Junior Cup di Cles
- 4º posto a squadre, 5º posto individuale al Campionato Europeo giovanile di Salonicco (Grecia)
- 3º posto individuale ai Campionati Italiani Targa di Barletta

### 2004 (allieva)
- 1º posto individuale, 2º posto a squadre assoluto ai Campionati Italiani Indoor di Bergamo
- 2º posto a squadre, 5º posto individuale (junior) al Campionato Europeo di Sassari
- vince l’arco d’oro al doppio Fita internazionale di Basilea (Svizzera) con la nazionale giovanile

- 9º posto individuale (senior) all’European Gran Prix di Whyl (Germania)
- 2º posto individuale, 3º posto a squadre, 1º posto individuale (nella gara di qualifica) alla Junior Cup di Njmburk (Rep. Ceca)
- 4º posto a squadre, 5º posto individuale, 1º posto individuale (nella gara di qualifica) al Campionato Mondiale giovanile di Lilleshall (Gran Bretagna)
- 1º posto individuale ai Campionati Italiani Hunter Field di Roma
- 1º posto individuale, 2º posto individuale assoluto ai Campionati Italiani Targa di Firenze

### 2005 (junior)
- 1º posto individuale, 1º posto a squadre assoluto ai Campionati Italiani Indoor di Bergamo
- 1º posto a squadre al Campionato Mondiale Indoor di Aalborg (Danimarca)
- 1º posto individuale (senior) all’European Gran Prix di Sopot (Polonia)
- 11º posto individuale (senior) ai Campionati Mondiali di Madrid (Spagna)
- 1º posto a squadre, 4º posto individuale ai Giochi del Mediterraneo di Almeria (Spagna)
- 1º posto individuale (senior) all’European Gran Prix di Sofia (Bulgaria)
- si aggiudica il titolo del circuito dell’European Gran Prix
- 2º posto individuale, 1º posto a squadre, 1º posto individuale e 1º posto a squadre (nella gara di qualifica) alla Junior Cup di Cles
- 1º posto individuale, 3º posto a squadre ai Campionati Europei giovanili di Silkeborg (Danimarca)
- 2º posto individuale nel circuito della Junior Cup
- 2º posto individuale, 2º posto individuale assoluto, 2º posto a squadre assoluto ai Campionati Italiani Targa di Torino

### 2006 (junior)
- 1º posto individuale, 1º posto a squadre, 2º posto a squadre assoluto ai Campionati Italiani Indoor di Reggio Emilia
- 2º posto individuale nella gara internazionale Indoor di Nimes
- partecipa alla prima fase del Grand Prix e della Coppa del Mondo senior a Porech (Croazia) dove ottiene un 5º posto individuale
- 2º posto individuale all’European Gran Prix di Antalya (Turchia)
- 9º posto individuale alla Coppa del Mondo di Antalya (Turchia)

- 2º posto a squadre, 5º posto individuale all Coppa del Mondo di San Salvador (El Salvador)
- 1º posto a squadre, 2º posto individuale all’European Gran Prix di Sassari
- si aggiudica il 1º posto individuale nel Circuito dell’European Gran Prix per il secondo anno consecutivo
- 1º posto individuale, 1º posto a squadre, 1º posto a squadre assoluto ai Campionati Italiani Targa di Castenaso
- 4º posto individuale (senior) ai Campionati Europei di Atene (Grecia)
- 3º posto individuale ai Campionati Mondiali giovanili di Merida (Messico)
- 3º posto individuale alla finale di Coppa del Mondo di Maya Pan (Messico).

### 2007 (senior)
- 1º posto individuale assoluto, 3º posto individuale, 1º posto squadra ai Campionati Italiani Indoor di Reggio Emilia
- 4º posto a squadre ai Campionati Mondiali Targa di Lipsia (Germania), ottenendo il pass per olimpico per la nazione
- 2º posto a squadre, 5º posto individuale alla Coppa del Mondo di Dover (Gbr)

- 1º posto individuale assoluto, 1º posto a squadre assoluto, 2º posto individuale, 2º posto a squadre ai Campionati Italiani Targa di Castenaso

### 2008 (senior)
- 1º posto a squadre assoluto, 1º posto a squadre, 3º posto individuale ai Campionati Italiani Indoor di Reggio Emilia
- 3º posto individuale ai Campionati Europei Indoor di Torino
- 2º posto a squadre, 2º posto individuale (nella gara di qualifica) 1º posto a squadre (gara di qualifica)  alla Coppa del Mondo di Santo Domingo (Rep. Dominicana)

- 2º posto individuale (nella gara di qualifica) e 2º posto a squadre (nella gara di qualifica) alla Coppa del Mondo di Porec (Croazia)
- 10º posto individuale, 3º posto individuale (nella gara di qualifica) 1º posto con la squadra (nella gara di qualifica) al Campionato Europeo di Vittel (Francia)
- 2º posto a squadre (nella gara di qualifica) alla Coppa del Mondo di Antalya (Turchia)
- 2º posto a squadre, 9º posto individuale, 2º posto a squadre (nella gara di qualifica) alla Coppa del Mondo di Boe (Francia)
- Il 20 maggio 2008, è entrata a far parte dell'Aeronautica Militare, superando bando di concorso del Centro Sportivo dell'Aeronautica Militare. Insieme a lei gli altri atleti della Nazionale Italiana Mauro Nespoli, Amedeo Tonelli e Pia Carmen Lionetti. Erano già avieri dell'aeronautica Marco Galiazzo e Michele Frangilli.
- 1º posto a squadre, 1º posto a squadre assoluto, 2º posto individuale, 3º posto individuale assoluto ai Campionati Italiani Targa di Barletta

### 2009 (senior)
- 1º posto individuale assoluto, 2º posto a squadra assoluto ai Campionati italiani Indoor di Montichiari
- 1º posto a squadre ai Campionati Mondiali Indoor di Rzeszow (Polonia)
- 1º posto a squadre, 5º posto individuale alla prima tappa di Coppa del Mondo di Santo Domingo (Rep. Dominicana)
- 3º posto a squadre alla terza tappa di Coppa del Mondo di Shanghai (Cina)
- 5º posto  a squadre Campionati Mondiali Targa di Ulsan (Corea del Sud)
- 2º posto a squadre al Campionato Europeo di Società di Madrid (Spagna)

### 2010 (senior)
- 2º posto a squadre assoluto, 2º posto individuale, 2º posto a squadre ai Campionati Italiani Indoor di Padova
- 2º posto squadre al Campionato Europeo Indoor di Porec (Croazia)
- 3º posto mixed team all' European Gran Prix di Mosca (Russia) 
- 1º posto a squadre assoluto, 1º posto mixed team assoluto, 2º posto a squadre, ai Campionati Italiani Targa di Alessandria
- 5º posto a squadre ai Mondiali Universitari di Shenzen (Cina) 

### 2011 (senior)
- 1º posto a squadra, 3º posto a squadre assoluto ai Campionati Italiani Indoor di Padova
- 4º posto a squadre ai campionati Europei indoor di Cambrils (Spagna) 
- 1º posto a squadra, 2º posto individuale assoluto, 2º posto a squadra assoluto, 3º posto individuale ai Campionati Italiani Targa di Roma

### 2012 (senior)
- 3º posto a squadre ai Campionati Mondiali Indoor di Las Vegas (USA) 
- 2º posto squadre, 3º posto a squadre assoluto ai Campionati Italiani Indoor di Padova
- 2º posto individuale, 3º posto individuale assoluto, 1º posto a squadre assoluto, 1º posto a squadre, 3º posto mixed team assoluto ai Campionati Italiani Targa di Cherasco

### 2013 (senior)
- 1º posto a squadre, 3º posto individuale, 1º posto a squadre assoluto ai Campionati Italiani Indoor di Rimini
- 3º posto a squadre, 3º posto a squadre assoluto ai Campionati Italiani Targa di Marina di Sala
- 2º posto a squadre ai Campionati Europei per Club di Kamnik (Slovenia)

### 2014 (senior)
- 2º posto individuale, 2º posto a squadre assoluto, 2º posto a squadre ai Campionati Italiani Indoor di Rimini
- 4º posto a squadre, 7º posto individuale al European Gran Prix di Sofia (Bulgaria) 
- 3º posto individuale, 3º posto a squadre, 3º posto mixed team assoluto ai Campionati Italiani Targa di Chieti

### 2015 (senior)
- 4º posto individuale alla Coppa del Mondo Indoor di Nîmes (Francia)
- 1º posto individuale, 2º posto individuale assoluto all’Italian Challenge di Rimini 
- 3º posto a squadre ai campionati italiani indoor di Rimini
- 3º posto a squadre, 4º posto individuale all'European Gran Prix di Marathona (Grecia)
- 1º posto a squadre, 7º posto individuale ai Giochi Europei di Baku (Azerbaijian) 
- 1º posto individuale, 2º posto a squadre, 2º posto mixed team assoluto ai Campionati Italiani Targa di Torino 
- 1º posto a squadre, 7º posto individuale ai Giochi Mondiali Militari di Mung Yeong (Corea del Sud) 

### 2016 (senior)
- 3º posto individuale alla Coppa del Mondo Indoor di Nîmes (Francia) 
- 2º posto a squadre ai Campionati Italiani Indoor di Rimini 
- 2º posto individuale alla gara internazionale Veronika’s cup di Kamnik (Slovenia) 
- 2º posto individuale, 2º posto a squadre, 2º posto a squadre assoluto ai Campionati Italiani Targa di Monte Argentario
- 4º posto a squadre ai Campionati Europei di Società di Sofia (Bulgaria) 

### 2017 (senior)
- 3º posto individuale, 3º posto a squadra ai Campionati Italiani Indoor di Bari 
- il 13 luglio 2017 diventa mamma annunciando la nascita della piccola Giulia

### 2018 (senior)
- torna a gareggiare con la stagione estiva e partecipa ai Campionati Italiani Targa di Bisceglie

### 2019 (senior)
- 2º posto individuale, 1º posto individuale assoluto ai Campionati Italiani Indoor di Rimini 
- 1º posto mixed team all'European Gran Prix di Bucharest (Romania) 
- 1º posto a squadre, 3º posto mixed team alla Coppa del Mondo di Berlino (Germania) 
- 2º posto individuale, 2º posto a squadre, 3º posto a squadre assoluto ai Campionati Italiani Targa di Lignano Sabbiadoro 
- 4º posto mixed team, 5º posto a squadre ai Giochi Mondiali Militari di Wuhan (Cina) 

### 2020 (senior)
- partecipa ai campionati italiani indoor di Rimini

## L'Olimpiade
Nel 2007 aveva partecipato ai Campionati Mondiali Targa a Lipsia, ottenendo un quarto posto di squadra, valido per la qualificazione ai Giochi olimpici.
Elena Tonetta ha partecipato alle Olimpiadi di Pechino nell'agosto 2008.
Esperienza unica e spettacolare per lei ma anche una grande delusione per "aver sbagliato" con la squadra la gara di qualifica ed esser arrivata in una posizione svantaggiosa per le griglie degli scontri.
Le tre atlete hanno passato gli ottavi battendo la Cina Taipei e ai quarti hanno affrontato con un ottimo punteggio (secondo più alto su tutto il campo durante le eliminatorie) il match contro le favorite, la Corea del Sud che con il nuovo record del mondo ha battuto le nostre ragazze lasciandole in 5ª posizione finale.

## Record
Elena Tonetta detiene tuttora numerosi record nazionali:
- Record Juniores (60 m) 339 punti
- Record Juniores storico (18 frecce) 176 punti
- Record Juniores storico (36 frecce) 351 punti
- Record Juniores (25m) 575 punti
- Record Juniores (18+25m) 1142 punti
- Record Allieve (Doppio FITA) 2702 punti
- Record Allieve (FITA) 1358 punti
- Record Allieve (60 m) 338 punti
- Record Allieve (50 m) 343 punti
- Record Allieve (40 m) 342 punti
- Record Allieve (30 m) 351 punti
- Record Allieve (12 frecce) 166 punti
- Record Allieve (900 Round) 834 punti
- Record Allieve storico (18 frecce) 176 punti
- Record Allieve storico (36 frecce) 336 punti
- Record Allieve (18m) 576 punti
- Record Allieve (25m) 570 punti
- Record Allieve (18+25m) 1142 punti
- Record Allieve a squadre nazionali (FIT) 7496 punti
- Record Allieve a squadre nazionali (Doppio FITA) 3945 punti
- Record Ragazze (18m) 573 punti
- Record Ragazze (18+25m) 1135 punti

## Arco utilizzato
| Riser             | W&W Wiawis TFT - 25" |
| Flettenti         | W&W Wiawis NS foam 68 - 36#                                                                                             |
| Potenza effettiva | 41# |
| Mirino            | Shibuya Ultima Carbon RC                                                                                                |
| Stabilizzazione   | Stabilizzatore centrale: Wiawis S21 (30") Baffi/Astine: Wiawis S21 (11") Prolunghino: Wiawis S21 (5") V-bar: Wiawis S21 |
| Rest              | Are regolabile |
| Bottone           | Beiter |
| Corda             | 8190- 16 fili |
| Frecce            | Aste: Easton X10 – 500 C3 Punte: Tungsteno 120 grani Cocche: Beiter In&Out /1 Impennaggio: Spin Wing 1 3/4"             |
| Patelletta        | Fivics Saker 2 |
| Dragona           | Indice-pollice |
| Parabraccio       | W&W |
| Paraseno          | Fivics |
| Faretra           | Angel |